# Diascia personata
Diascia personata är en flenörtsväxtart som beskrevs av O.M. Hilliard och B.L. Burtt. Diascia personata ingår i släktet tvillingsporrar, och familjen flenörtsväxter. Inga underarter finns listade i Catalogue of Life.